# Jacob védelmében
A Jacob védelmében (eredeti cím: Defending Jacob) egy amerikai bűnügyi dráma műfajába tartozó televíziós minisorozat, amelyet Mark Bomback készített és írt, emellett Morten Tyldum rendezte az Apple TV+ számára. A sorozatot William Landay, azonos című regényén alapul. A főszerepekben Chris Evans, Michelle Dockery, Jaeden Martell, Cherry Jones, Pablo Schreiber, Betty Gabriel és Sakina Jaffrey láthatók. A sorozat premierje 2020. április 24-én volt, és 2020. május 29-én ért véget. A kritikusoktól vegyes értékelést kapott a sorozat.

## Szereplők

### Főszereplők
| Színész            | Szereplő       |
| ------------------ | -------------- |
| Chris Evans        | Andy Barber    |
| Michelle Dockery   | Laurie Barber  |
| Jaeden Martell     | Jacob Barber   |
| Cherry Jones       | Joanna Klein   |
| Pablo Schreiber    | Neal Logiudice |
| Betty Gabriel      | Pam Duffy      |
| Sakina Jaffrey     | Lynn Canavan   |
| Poorna Jagannathan | Dr. Vogel      |

### Mellékszereplők
| Színész             | Szereplő            |
| ------------------- | ------------------- |
| J. K. Simmons       | Billy Barber        |
| Patrick Fischler    | Dan Rifkin          |
| Christopher Buckner | fiatal Billy Barber |
| Lizzie Short        | Marianne Barber     |
| Evan Risser         | fiatal Andy Barber  |
| William Xifaras     | Father O’Leary      |

## Epizódok
| #  | Cím                                   | Rendező       | Író          | Premier                             |
| -- | ------------------------------------- | ------------- | ------------ | ----------------------------------- |
| 1. | Első epizód (Pilot)                   | Morten Tyldum | Mark Bomback | 2020. április 24. 2020. április 24. |
| 2. | Minden rendben (Everything Is Cool)   | Morten Tyldum | Mark Bomback | 2020. április 24. 2020. április 24. |
| 3. | Pókerarcok (Poker Faces)              | Morten Tyldum | Mark Bomback | 2020. április 24. 2020. április 24. |
| 4. | Kríziskommunikáció (Damage Control)   | Morten Tyldum | Mark Bomback | 2020. április 30. 2020. április 30. |
| 5. | Látogatók (Visitors)                  | Morten Tyldum | Mark Bomback | 2020. május 8. 2020. május 8.       |
| 6. | Füstbe ment remény (Wishful Thinking) | Morten Tyldum | Mark Bomback | 2020. május 15. 2020. május 15.     |
| 7. | Jób (Job)                             | Morten Tyldum | Mark Bomback | 2020. május 22. 2020. május 22.     |
| 8. | Utána (After)                         | Morten Tyldum | Mark Bomback | 2020. május 29. 2020. május 29.     |